# Kalendarium historii Kamerunu
     Kamerun Niemiecki
     Kamerun Brytyjski
     Kamerun Francuski
     Niepodległy Kamerun

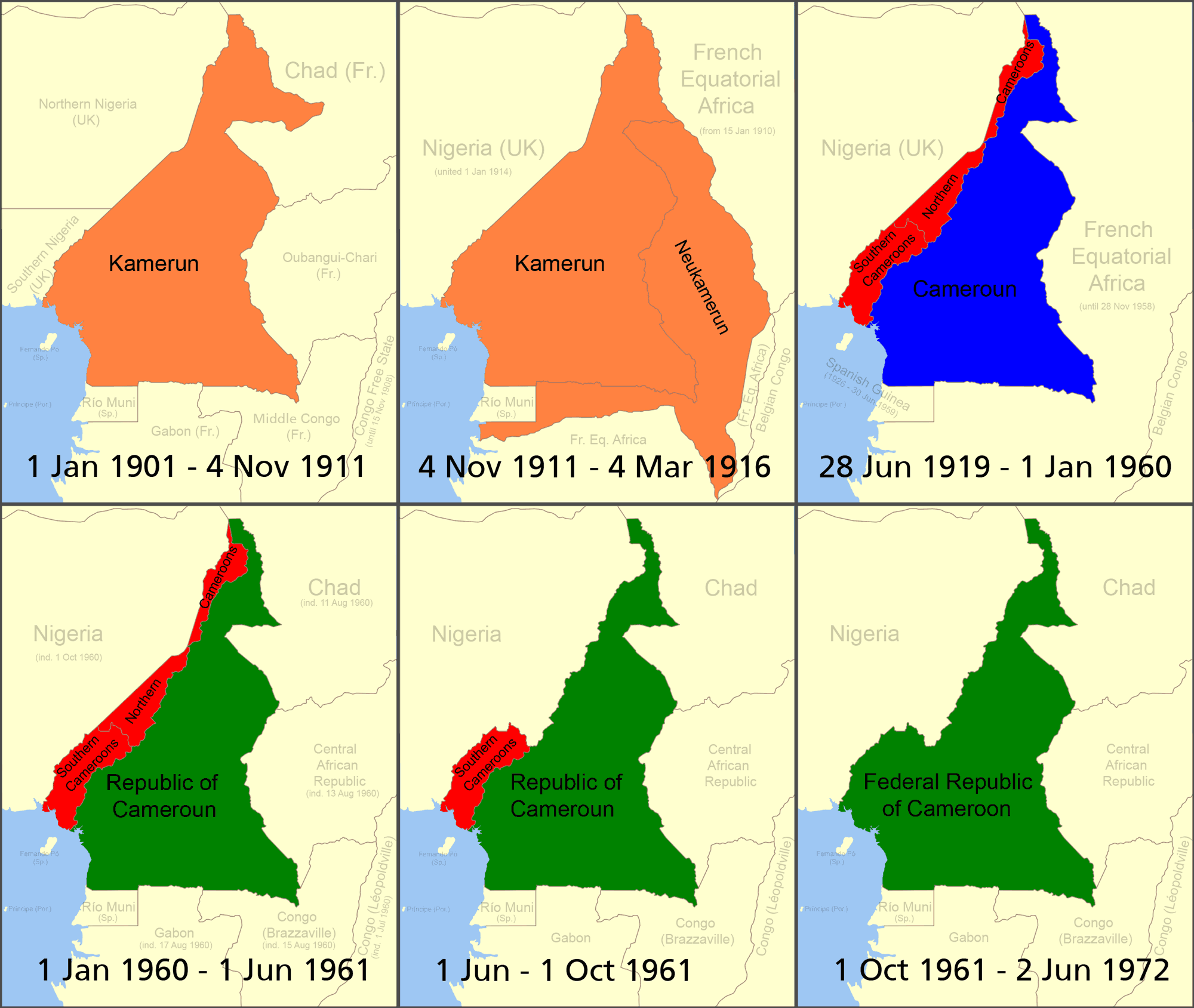
Zmiany terytorium Kamerunu
Kamerun Niemiecki
Kamerun Brytyjski
Kamerun Francuski
Niepodległy Kamerun

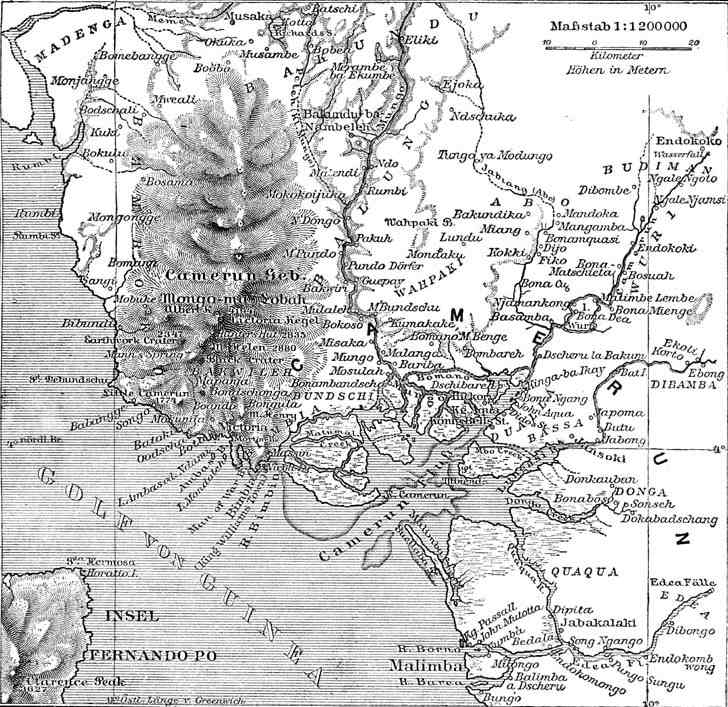
Mapa Kamerunu z 1888 roku

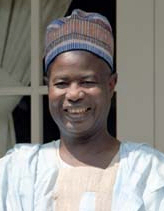
Ahmadow Ahijdo

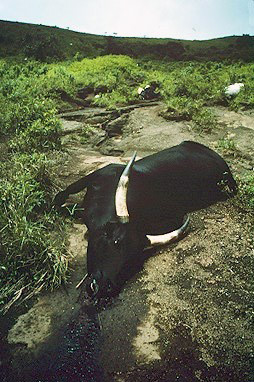
Krowa zabita w wyniku katastrofy nad jeziorem Nyos

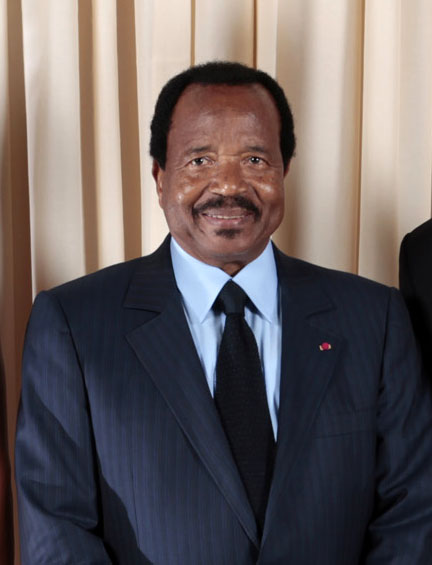
Paul Biya

Kalendarium historii Kamerunu – uporządkowany chronologicznie wykaz dat i wydarzeń z historii Kamerunu.

## Czasy najdawniejsze
- XII w. – na terenie obecnego Kamerunu pojawił się lud Sao[1]
- XV w. – na terenach obecnej południowej części Kamerunu pojawili się Bassowie[1]
- koniec XV w. – pierwsi Europejczycy pojawili się na obecnym Kamerunie[1]
- 1472 – Portugalczyk Rui de Sequeira odkrył rzekę Wouri, którą nazwał Rio dos Camarõs (tłum. Rzeka krewetek)[1]
- 1480 – w pobliżu ujścia Rio dos Camarõs powstał punkt skupu i wywozu niewolników[1]
- koniec XVI w. – na terenach obecnego Kamerunu Południowego pojawili się Dualowie[1]
- koniec XVI w. – Holendrzy rozpoczęli wypieranie Portugalczyków[1]
- XVII w. – powstanie państwa Bamum[1]
- XVII w. – napływ Fangów[1]
- XVII-XVIII w. – okres istnienia sułtanatu Mandara[1]
- XVIII w. – pojawiły się pierwsze faktorie brytyjskie, francuskie i niemieckie handlujące kością słoniową, niewolnikami, olejem palmowym[1]
- 1715 – do sułtanatu Mandara trafili pierwsi duchowni muzułmańscy[1]
- XVIII-XIX w. – obszar dzisiejszego Kamerunu podbili Fulanie pod wodzą Usmana dan Fodio[1]
- XVIII-XIX w. – Dualowie założyli własne państwo, które swój rozwój zawdzięczał w handlu z Europejczykami[1]
- 1812 – bitwa pod Mandarą[1]
- 1882–1884 – do Kamerunu trafiła polska wyprawa badawcza w składzie: Leopold Janikowski, Stefan Szolc-Rogoziński i Klemens Tomczek[1]
- 1884 – na mocy układu niemieckiego podróżnika G. Nachtigala z władcami Duali powstał protektorat niemiecki na wybrzeżu obecnego Kamerunu[1]

## Czasy kolonialne
- 1916–1918 – okupacja Kamerunu przez wojska francuskie i niemieckie[1]
- 1918 – na mocy traktatu wersalskiego wschodnią część Kamerunu przekazano Francji, a zachodnią Wielkiej Brytanii[1]
- 1948 – we francuskim Kamerunie powstał Związek Ludów Kamerunu[1]
- 1955 – Związek Ludów Kamerunu rozpoczął walkę partyzancką[1]
- 1 stycznia 1959 – francuska część Kamerunu uzyskała pełną autonomię[1]
- 1 stycznia 1960 – Francja przyznała niepodległość Kamerunu[1]

## Czasy niepodległego państwa
- październik 1960 – na mocy referendum Brytyjski Kamerun zlikwidowano. Północną część państwa przyłączono do Nigerii, południową do Republiki Kamerunu[1]
- 1 października 1961 – proklamowano Federalną Republikę Kamerunu. Prezydentem został Ahmadou Babatoura Ahidjo[1]
- 1966 – Ahijdo połączył kilka partii politycznych w Narodowy Związek Kameruński (UNC), który stał się jedyną legalną partią polityczną[1]
- 20 maja 1972 – w wyniku referendum utworzono Zjednoczoną Republikę Kamerunu i uchwalono nową konstytucję[1]
- 1982 – po rezygnacji Ahijdo prezydentem został Paul Biya[1]
- 1983 – Biya otrzymał stanowisko przewodniczącego UNC[1]
- 1984 – zmieniono nazwę państwa na Republikę Kamerunu[1]
- 1985 – UNC przekształciła się w Demokratyczne Zgromadzenie Narodu Kameruńskiego (RDPC)[1]
- 1991 – uchwalono poprawkę do konstytucji, która wprowadziła system wielopartyjny[1]
- 1992 – przeprowadzono wybory parlamentarne i prezydenckie, które w wyniku naruszeń przy wyborach zbojkotowała opozycja[1]
- 1992 – wybory prezydenckie wygrał urzędujący Biya[1]
- 1997 – wybory prezydenckie wygrał urzędujący Biya[1]
- grudzień 1999 – organizacja Rada Narodowa Południowego Kamerunu ogłosiła secesję dwóch prowincji[1]
- 2000 – wielu członków Rady Narodowej Południowego Kamerunu aresztowano[1]
- 2001 – wzrost napięcia pomiędzy mieszkańcami Kamerunem Północnym a Południowym, wybuch zamieszek[1]
- 2002 – przeprowadzono wybory parlamentarne, które zbojkotowała opozycja[1]
- 2002 – na mocy Międzynarodowego Trybunału Sprawiedliwości nigeryjski Półwysep Bakasi został przekazany Kamerunu[1]
- 2003 – Nigeria przekazała Kamerunu władzę nad 32 wioskami z Półwyspu Bakasi[1]
- 2004 – w wyborach prezydenckich wygrał urzędujący Biya[1]
- 2014 – pojawienie się Boko Haram w Kamerunie[2]
- 27 lipca 2014 – organizacja terrorystyczna Boko Haram porwała żonę wicepremiera Kamerunu[3]
- 26 lipca 2015 – w wyniku zamachu bombowego w Kamerunie Północnym zginęło co najmniej 19 osób[4]